# Songs of Love & Loss
Songs of Love & Loss è il sesto album in studio della cantante australiana Tina Arena, pubblicato nel 2007. 
Si tratta del primo disco di cover per l'arista. 

## Tracce
1. The Look of Love – 3:44
2. I Just Don't Know What to Do with Myself – 3:44
3. So Far Away – 4:13
4. To Sir with Love – 3:40
5. The Man with the Child in His Eyes – 4:31
6. Do You Know Where You're Going To – 3:42
7. Love Hangover – 4:27
8. I Only Want to Be with You – 4:04
9. The Windmills of Your Mind – 3:46
10. Everybody Hurts – 5:29
11. Woman – 3:53
12. Until – 4:40